# لينكولن كونتينتال مارك 7
لينكولن كونتينتال مارك 7 هي سيارة كوبيه خلفية الدفع من إنتاج شركة لينكولن للسيارات، أنتجت في 1983.